# Джейн
Джейн (англ. Jane) — женское английское личное имя, произошло от старофранцузского Жанна (англ. Jehanne; см. Иоанна), которое в свою очередь берёт корни от мужского Иоанн.

## Персоналии
- Джейн (Jain) — французская англоязычная певица.
- Джейн Грей — королева Англии.

## В культуре
- Джейн Шепард[2]
- Ханойская Джейн
- Солдат Джейн
- Джейн Эйр
- Джейн Доу